# Saprinus cupratus
Saprinus cupratus är en skalbaggsart som beskrevs av Friedrich Anton Kolenati 1846. Saprinus cupratus ingår i släktet Saprinus och familjen stumpbaggar. Inga underarter finns listade i Catalogue of Life.